# Aino (prénom japonais)
Cette page contient des caractères spéciaux ou non latins. S’ils s’affichent mal (▯, ?, etc.), consultez la page d’aide Unicode.
Pour les articles homonymes, voir Aino.
Aino (あいの) est un prénom japonais féminin parfois francisé en Aïno. Il peut s'écrire あいの en hiragana ou en kanji.

## En kanji
Ce prénom s'écrit entre autres sous les formes suivantes :
- 会乃 : rencontrer et c'est-à-dire
- 藍希 : indigo et rare
- 間乃 :  distance/pendant et c'est-à-dire
- 亜以乃 : sous/Asie, avec et c'est-à-dire
- 亜以野 : sous/Asie, avec et champ
- 亜依乃 : sous/Asie, se reposer sur et c'est-à-dire
- 亜依野 : sous/Asie, se reposer sur et champ
- 亜委乃 : sous/Asie, confier et c'est-à-dire
- 亜委野 : sous/Asie, confier et champ
- 亜惟乃 : sous/Asie, envisager et c'est-à-dire
- 亜惟野 : sous/Asie, envisager et champ
- 亜衣乃 : sous/Asie, robe et c'est-à-dire
- 亜衣野 : sous/Asie, robe et champ
- 安以乃 : pacifique, avec et c'est-à-dire
- 安以野 : pacifique, avec et champ
- 安依乃 : pacifique, se reposer sur et c'est-à-dire
- 安依野 : pacifique, se reposer sur et champ
- 安惟乃 : pacifique, envisager et c'est-à-dire
- 安惟野 : pacifique, envisager et champ
- 安意乃 : pacifique, intention et c'est-à-dire
- 安意野 : pacifique, intention et champ
- 安維乃 :  pacifique, soutenir et c'est-à-dire
- 安衣乃 :  pacifique, robe et c'est-à-dire
- 安衣野 :  pacifique, robe et champ
- 阿以乃 : flatter, avec et  c'est-à-dire
- 阿以野 : flatter, avec et champ
- 阿依乃 : flatter, se reposer sur et c'est-à-dire
- 阿依野 : flatter, se reposer sur et champ
- 阿委乃 : flatter, confier et c'est-à-dire
- 阿委野 : flatter, confier et champ
- 阿惟乃 : flatter, envisager et c'est-à-dire
- 阿惟野 : flatter, envisager et champ
- 阿衣乃 : flatter, robe et c'est-à-dire
- 阿衣野 : flatter, robe et champ

## Personnes célèbres
- Aino Kinjō, une joueuse de bowling japonaise.
- Aino Kishi (希志あいの), gravure idol (modèle de charme) et ancien membre du groupe Ebisu Muscats.